# Gaietà Florensa i Jové

Gaietà Florensa i Jové (Maials, Segrià, 1858 - Aitona, Segrià, 1936) va ésser un farmacèutic i cofundador de la Societat R. C. Florensa Puig i Cia., amb el deu per cent de capital, que fou constituïda per produir i distribuir energia elèctrica a Seròs i Maials.
Fou nomenat delegat a l'Assemblea de Manresa (1892).